# Emeric Kedves
Emeric Kedves (n. 17 decembrie 1953) este un fost deputat român în legislatura 2000-2004, ales în județul Harghita pe listele partidului UDMR. Emeric Kedves a fost validat pe data de 29 iunie 2004 în locul deputatului Róbert Kálmán Ráduly.

## Acuzații de corupție
La data de 16 martie 2017, Emeric Kedves, la data faptelor director al Administrației Județene a Finanțelor Publice Harghita, a devenit urmărit penal, pentru cumpărare de influență și abuz în serviciu, de către Direcția Națională Anticorupție. 
Acesta este învinuit că ar fi aprobat o restituire ilegală în sumă de peste 430.000 lei către un om de afaceri, prin încălcarea atribuțiilor de serviciu.

## Legături externe
- Emeric Kedves Arhivat în 2 martie 2021, la Wayback Machine. la cdep.ro